# Ouragan Beryl
Pour les articles homonymes, voir Cyclone tropical Beryl.
L’ouragan Beryl est le second système tropical à se former, le second à être nommé, le premier ouragan et le premier ouragan majeur de la saison 2024. Cet ouragan capverdien est apparu le 25 juin au sud des îles du Cap-Vert et s'est déplacé rapidement vers l'ouest, atteignant la catégorie 4 de l'échelle de Saffir-Simpson le 30 juin avant de dévaster le sud des Petites Antilles le lendemain. Passant dans la mer des Caraïbes, Beryl a même atteint la catégorie 5 le 2 juillet, en route vers la Jamaïque qu'il a longée par le sud le 3 juillet à la catégorie 4, et la nuit suivante les îles Caïmans à la catégorie 3. L'ouragan a ensuite frappé la péninsule du Yucatán à la catégorie 2 le 5 juillet, ressortant sur le golfe du Mexique comme tempête tropicale. Il a mis du temps à se réintensifier mais a touché terre une troisième fois dans le sud du Texas le 8 juillet comme un ouragan de catégorie 1. S'enfonçant ensuite dans les terres et tournant vers le nord puis le nord-est, il a perdu en intensité et est devenu post-tropical le matin du 9 juillet sur l'Arkansas.
Il s'agit d'un développement inhabituel alors que seulement quelques tempêtes peuvent tirer leur origine si loin à l'est dans les annales en juin. Il s'agit également l'ouragan de catégorie 5 le plus précoce jamais enregistré, surpassant l'ouragan Emily de 2005 de 15 jours, ainsi que la première tempête atlantique jamais enregistrée qui s'est formée en juin à atteindre le statut de catégorie 5.
Dans un premier temps, Beryl a provoqué d'importants dégâts sur le sud des Petites Antilles, allant jusqu'à catastrophiques entre La Grenade et Saint-Vincent-et-les Grenadines sur les îles de Carriacou et de Petite Martinique. Le Venezuela a aussi subi ses pluies diluviennes bien que plus loin de sa trajectoire. La Jamaïque a rapporté ensuite des dégâts et quelques morts lors du passage de l'ouragan juste au sud avant que la péninsule du Yucatán signale des dégâts relativement mineurs. Aux États-Unis, l'État du Texas connut de graves inondations et des dégâts causés par le vent, avec des rapports faisant état d'au moins 11 morts dans la région de Houston. Finalement, le long de sa trajectoire vers le nord-est du continent américain, Beryl et sa dépression post-tropicale ont fait d'importants dommages par la pluie et des tornades et encore quelques morts. Selon une première estimation, les dommages totaux ont été estimés à plus de 6 milliards $ de 2024 et le nombre de morts à au moins 63. Les effets de l'ex-Beryl et de l'ex-Debby  sont cités comme les seconds phénomènes météorologiques de 2024 au Canada.
Le 2 avril 2025, le Comité des ouragans de l'Organisation météorologique mondiale (OMM) a retiré le nom Beryl des listes utilisées pour baptiser les cyclones tropicaux du bassin atlantique en raison du très lourd bilan humain et matériel de cet ouragan. Il sera remplacé par Brianna dans la liste de 2030.

## Évolution météorologique

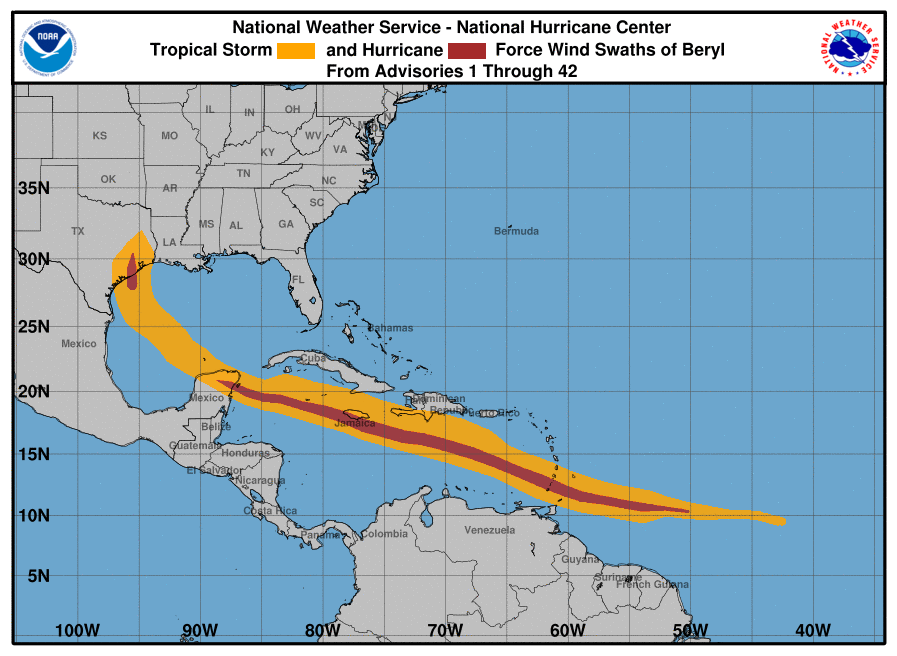
Couloir de vents avec l'ouragan Beryl (vents de tempête en orange et d'ouragan en rouge).

Une onde tropicale sortie de la côte africaine a commencé à générer des orages désorganisés à quelques centaines de kilomètres au sud des îles du Cap-Vert le 25 juin. Le système s'est graduellement développé en se déplaçant vers l'ouest et le 28 juin, le NHC a émis son premier bulletin à 21 h UTC alors que la dépression tropicale Deux était à mi-chemin entre les îles du cap-Vert et les Petites Antilles. Six heures plus tard, elle était rehaussée à tempête tropicale Beryl.
Dès le matin du 29 juin, la Barbade et les îles du Vent environnantes, incluant la Martinique, ont été mises en alerte cyclonique. À 21 h UTC, le NHC a rehaussé Beryl à ouragan de catégorie 1 à 1 160 km l'est-sud-est de la Barbade. En intensification rapide sur les eaux anormalement chaudes, il est passé à la catégorie 2 durant la nuit suivante, puis est devenu un ouragan majeur de catégorie 3 le matin du 30 juin à 675 km de la Barbade selon le rapport d'un avion de reconnaissance. Le système très compact se déplaçait rapidement vers le sud des Petites Antilles et avait un œil bien défini. Le même jour à 15 h 35 UTC, le NHC rehausse Beryl en catégorie 4.

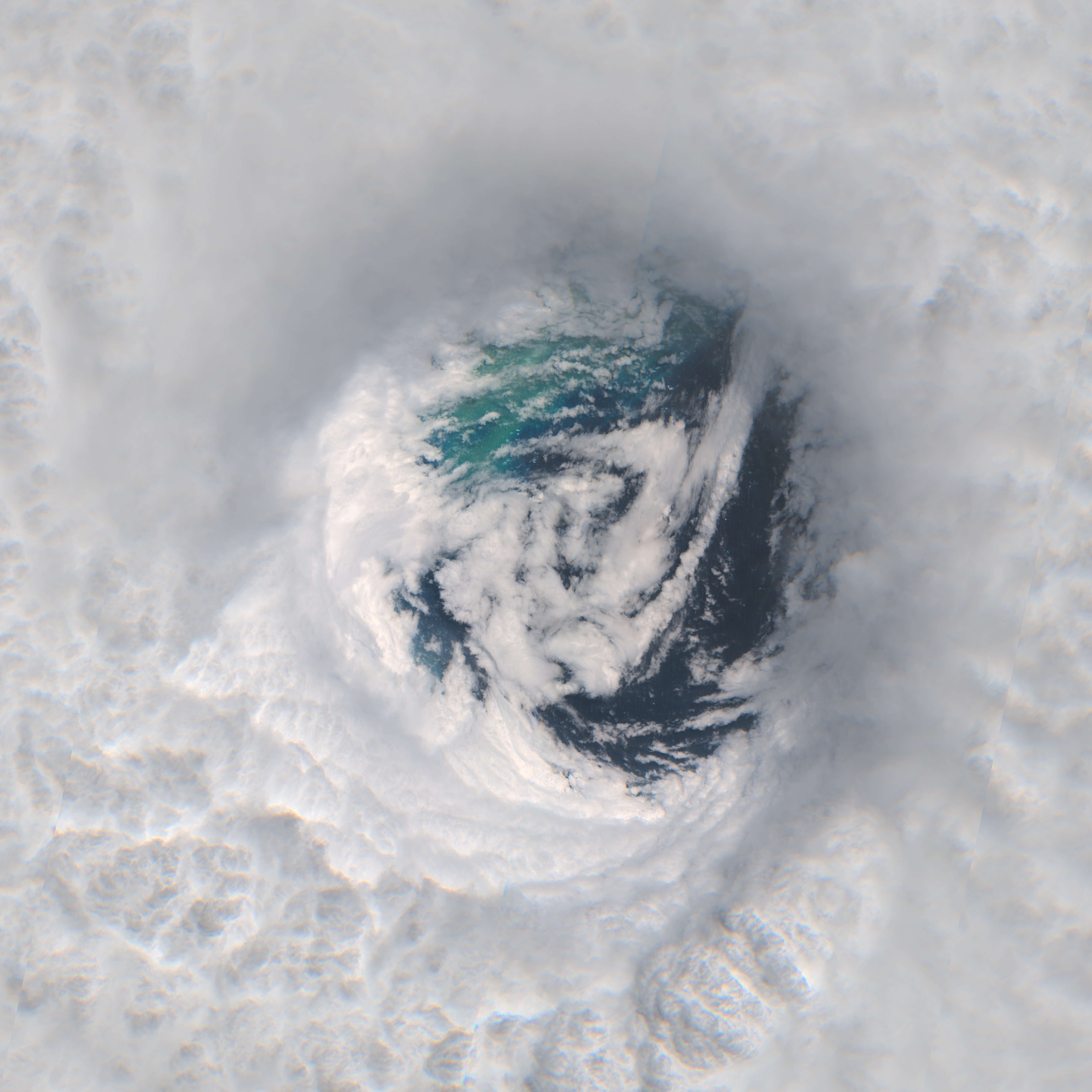
Œil de Beryl passant sur les Petites Antilles.

La nuit du 30 juin au 1er juillet, l'ouragan a effectué un remplacement du mur de l'œil qui l'a affaibli temporairement à la catégorie 3, mais au matin, Beryl est revenu à la catégorie 4 en passant entre Tobago et la Barbade,. L'œil de l'ouragan majeur est ensuite passé entre La  Grenade et Saint-Vincent-et-les-Grenadines. Il est alors entré dans la mer des Caraïbes en continuant son intensification.
À 3 h UTC le 2 juillet, Beryl est passé à la catégorie 5 avec des vents soutenus de 260 km/h et une pression centrale de 938 hPa, selon le rapport d'un avion de reconnaissance, ayant la Jamaïque directement sur son chemin. Durant les heures suivantes, le cyclone tropical s'est encore légèrement creusé, atteignant un pic de vents soutenus de 270 km/h vers 12 h UTC, et les îles Caïmans ont été ajoutées dans l'alerte cyclonique. À 21 h UTC, il est redescendu à la catégorie 4. La côte de la péninsule du Yucatán a été ajoutée à l'alerte quelques heures plus tard.
Le cyclone tropical a ensuite commencé à subir un cisaillement des vents qui l'a lentement affaibli. Le 3 juillet, le centre Beryl est passé à quelques dizaines de kilomètres au large de la côte sud de la Jamaïque, donnant des pluies diluviennes, des vents de plus de 200 km/h et une forte onde de tempête. L'alerte cyclonique a été étendue à la côte du Belize. La nuit du 3 au 4 juillet, Beryl est passé à moins de 100 km au sud de Grand Cayman à la catégorie 3 de l'échelle de Saffir-Simpson.
Au cours de la journée, le système est retombé à la catégorie 2 mais l'œil est resté bien défini au radar et au satellite météorologique en approchant de la péninsule du Yucatán. Cependant, un avion de reconnaissance a rapporté un renforcement en soirée et à 3 h UTC, le 5 juillet, Beryl a été temporairement reclassé en catégorie 3 par le NHC. À 10 h 5 UTC, le centre de l'ouragan a touché la côte mexicaine juste au nord-est de Tulum à la catégorie 2. Affaibli par la friction, le système est rétrogradé à tempête tropicale à 18 h UTC sur le nord-est de la péninsule puis est ressorti sur dans le golfe du Mexique 6 heures plus tard près de Progreso,.

Boucle du radar météorologique de Houston montrant Beryl après avoir touché la côte texane.

Traversant le golfe, Beryl est resté plus ou moins à la même intensité à cause d'une injection d'air sec et du cisaillement des vents le 6 juillet malgré les eaux très chaudes. Cependant, les deux effets ont commencé à s'atténuer le lendemain en approchant de la côte du Texas. À 4 h UTC le 8 juillet, le NHC a annoncé que le système était redevenu un ouragan de catégorie 1 à 105 km au sud-sud-est de Matagorda (Texas). À 9 h UTC, le centre de Beryl a touché la côte près de Matagorda, soit la troisième fois que l'ouragan touche terre. À 15 h UTC, le système est retombé à tempête tropicale en s'enfonçant dans les terres en direction du nord-nord-est et passant près de Houston.
À 0 h UTC le 9, l'intensité du système est descendu à dépression tropicale dans l'extrême nord-est du Texas, se dirigeant vers l'Arkansas. Trois heures plus tard, le NHC émettait son dernier bulletin et passait la main au Weather Prediction Center (WPC). À 15 h UTC, Beryl a été déclaré un cyclone post-tropical dans le nord-est de l'Arkansas avec des vents soutenus de seulement 45 km/h.
Prise dans un flux du sud-ouest en altitude, cette dépression se dirigeait vers le nord-est de l'Amérique du Nord en apportant un fort contenue en eau précipitable d'origine tropicale. Elle a atteint la région au sud des Grands Lacs le 10 juillet  au matin, produisant de fortes pluies devant elle, affectant l'Indiana, le Michigan, l'État de New York, la Nouvelle-Angleterre, l'Ontario et le Québec. Le 11 juillet à 3 h UTC, le WPC positionnait le système à l'ouest d'Hamilton (Ontario) et émettait son dernier bulletin. Par la suite, il est passé au sud de Montréal pour se diriger vers la Nouvelle-Angleterre et se dissiper sur les provinces maritimes du Canada le 12 juillet.

## Préparatifs

### Antilles
Le sud des Petites Antilles a été mis en alerte cyclonique dès 29 juin avec La Barbade, la Grenade, Saint-Vincent-et-les-Grenadines, Tobago et Sainte-Lucie en avertissement d'ouragan et les autres îles, dont la Martinique, en avertissement de tempête tropicale. Caribbean Airlines a reporté plusieurs vols dans la région à partir du 30 juin. L'équipe d'Inde de cricket n'a pas pu rentrer chez elle après  avoir remporté le Championnat mondial T20 masculin ICC 2024 à la Barbade.
Le 29 juin, le Premier ministre de Sainte-Lucie a ordonné une fermeture nationale en prévision des impacts de Beryl sur la nation insulaire et Saint-Vincent-et-les Grenadines a imposé un couvre-feu à 19 h,. Un couvre-feu a aussi été instauré à La Grenade le 30 juin à 19 heures. L'état d'urgence a été déclaré par la gouverneure Cécile La Grenade pour une durée d'une semaine. Une réunion de la Communauté caribéenne à La Grenade, prévue du 3 au 5 juillet, a été annulée. Des refuges ont été ouverts le 29 juin sur toutes ces îles.
Les horaires des traversiers ont été modifiés le 30 juin à Trinité-et-Tobago et annulés le 1er juillet. Plus de 400 personnes séjournaient dans des abris paracycloniques à travers la Barbade.
La Jamaïque a été placée sous alerte ouragan le 1er juillet et son Comité national de coordination des risques de catastrophe s'est réuni,. L'aéroport international Norman-Manley de Kingston et l'aéroport international Donald-Sangster ont été fermés pour le 3 juillet,.
Les côtes sud de la République dominicaine et d'Haïti ont été placées sous alerte de tempête tropicale également. Les agences humanitaires en Haïti étaient en contact étroit avec les autorités haïtiennes alors que Beryl s'approchait du pays.
Les îles Caïmans ont été placées sous alerte ouragan le 2 juillet. Les compagnies aériennes ont modifié leurs horaires de vol du 2 au 4 juillet pour permettre l'évacuation des îles par les touristes, ajoutant des vols supplémentaires vers Miami.

### Mexique
Le 1er juillet, l'État de Quintana Roo au Mexique a été placé en alerte bleue en prévision de l'ouragan Beryl. Le lendemain, 2 000 abris ont été activés au Yucatán par le gouvernement de l'État. Le gouvernement mexicain a mobilisé 4 900 soldats sur la péninsule. Les côtes de la péninsule du Yucatán et du Belize ont été placées sous alerte ouragan le 3 juillet comme mentionné antérieurement.

### États-Unis
Le 30 juin, le lieutenant-gouverneur du Texas, Dan Patrick, a émis de manière proactive des déclarations de catastrophe pour quarante comtés texans. Le 3 juillet, bien en avance, les autorités du comté de Cameron, au Texas, ont émis un ordre d'évacuation volontaire pour les occupants de véhicules récréatifs dans trois campings du comté. Des événements extérieurs ont été reportés.
Une veille d'ouragan a été émise tard le 5 juillet pour toute la côte du Texas, puis un avertissement d’ouragan 24 heures plus tard. Certaines villes côtières ont lancé des évacuations volontaires dans les zones susceptibles aux inondations et interdit l'accès aux plages, en plus de demander aux visiteurs de rentrer chez eux le plus tôt possible et aux habitants de sécuriser leurs maisons.

## Conséquences
| Pays                            | Morts | Dommages       | Ref    |
| ------------------------------- | ----- | -------------- | ------ |
| Barbade                         | 1     | N/D            | [ 55 ] |
| Grenade                         | 6     | N/D            | [ 56 ] |
| Jamaïque                        | 3     | N/D            | [ 57 ] |
| Saint-Vincent-et-les-Grenadines | 6     | N/D            | [ 58 ] |
| Venezuela                       | 7     | N/D            | ,      |
| Canada                          | 1     | N/D            | [ 61 ] |
| États-Unis                      | 39    | >7 milliards $ | ,      |
| Total                           | 63    | >7 milliards $ | [ 66 ] |

### Amérique du Sud
À la périphérie de l'ouragan, le Venezuela a subi les bandes externes de pluie et l'onde de tempête. Deux personnes ont été tuées, cinq autres ont été portées disparues dans les crues et plus de 6 000 maisons ont été endommagées dans l'État de Sucre. La ville de Cumanacoa a été inondée par la pluie, ce qui a provoqué le débordement du fleuve Manzanares. Les autorités ont confirmé le 3 juillet que les 5 disparues se sont noyés et que plusieurs blessés ont été recensés dans tout le pays, dont la vice-présidente Delcy Rodríguez.

### Petites Antilles

#### La Grenade et Saint-Vincent-et-les-Grenadines
L'œil de Beryl a touché l'île de Carriacou et en une demi-heure, l'a rasée, selon le Premier ministre grenadien Dickon Mitchell. À l'île Union, plus de 90 % des bâtiments ont été détruits. Petite Martinique, l'île voisine de Carriacou, n'avait pas d'électricité et les communications étaient limitées avec la destruction de nombreux toits et des dommages à totalité des bâtiments,. Le reste des Grenadines et la Grenade ont subi des vents violents, de la pluie abondante et une importante onde de tempête. Le Palm Island Resort, situé à environ 1,6 km de l'île Union sur l'île Palm, a subi des dégâts importants, toutes les maisons d'hôtes de l'hôtel à l'exception de deux ont été rasées. Environ 90 % des maisons de Canouan et Mayreau ont été gravement endommagées ou détruites. Petit-Saint-Vincent a également subi des dégâts catastrophiques. À Saint-Vincent des rafales de 230 km/h ont été signalés, les dommages structurels, en particulier les dommages aux toits, étaient fréquents, y compris dans deux écoles et une église à Kingstown. Les coupures d'électricité affectent 95 % des clients et les télécommunications étaient endommagées. De nombreux bateaux sur le chantier naval de Carriacou sont endommagés.
Au moins 3 personnes ont été tuées sur Carriacou, 3 autres sur l’île voisine de la Grenade. Beryl a aussi fait au moins 6 morts à Saint-Vincent-et-les-Grenadines. L'Organisation mondiale de la santé a signalé que 1 032 personnes avaient dû être évacuées à Saint-Vincent-et-les Grenadines et 2 500 à la Grenade.
Monarque constitutionnel des deux pays, Charles III se dit « profondément attristé » par les destructions et salue le « formidable esprit de résilience et de solidarité » des peuples caribéens touchés par le passage de l'ouragan Beryl.

#### Barbade
À la Barbade, des toits, des arbres et des poteaux électriques ont été endommagés. Des commerces et des routes ont été inondés. Des bateaux de pêche ont été endommagés. Environ 208 000 personnes, soit environ 74 % de la population, ont été touchées par la tempête, avec au moins quarante maisons endommagées. Le ministre des Affaires intérieures et de l’Information a cependant déclaré que l'île avait évité le pire de la tempête. Cependant, les autorités y signalent un décès

#### Ailleurs
Sainte-Lucie n'a pas non plus rapporté d’énormes dégâts. Des arbres et des lignes électriques ont été abattus; de nombreuses maisons faites de matériaux plus fragiles ont également été endommagées et plusieurs vaches ont été tuées.
À Tobago, des arbres sont tombés et des structures ont été endommagées alors que le courant a été coupé, et 129 personnes ont dû être évacuées.
À la Martinique, Électricité de France a déclaré que 10 000 clients avaient perdu l'électricité. À Fort-de-France, des rues ont été inondées et un bateau s'est échoué sur la plage à cause de la houle cyclonique.
À la Guadeloupe, quelques voiliers ont été complètement écrasés sur la côte alors que les pompiers ont signalé une submersion marine locale. Des dégâts notables ont été observés sur le littoral exposé des communes de la côte sud de Guadeloupe et des Saintes alors que les cumuls de pluie enregistrés ont été de l'ordre de 40 à 60 mm sur les montagnes de la Basse-Terre et des Grands-Fonds mais beaucoup moindres ailleurs.

### Grandes Antilles

#### Jamaïque et îles Caïmans
Le 3 juillet, Beryl a balayé la côte sud de la Jamaïque ,. La Jamaican Public Service Company a déclaré que plus de 400 000 personnes étaient privées d'électricité. La capitale, Kingston, a vu la majeure partie de son électricité coupée. Trois personnes sont décédées : un homme de 80 ans tué par la chute d'un mur à l'arrière de sa propriété dans la paroisse de Manchester, une femme tuée par la chute d'un arbre sur sa maison dans la paroisse de Hanover et un jeune emporté par les flots à Kingston.
Aux îles Caïmans, la pluie et l'onde de tempête ont causé des inondations et des coulées de boue. Cependant, les dégâts n'ont pas été importants mais les pannes de courant ont été généralisées.

#### Hispaniola et Porto Rico
Beryl a provoqué des rafales de vent et des vagues importantes sur la côte sud de République dominicaine, forçant l'évacuation de 89 personnes et coupant le service de 57 aqueducs. Les vagues et l'onde de tempête ont dispersé des débris sur une section de l'autoroute Las Américas à Saint-Domingue et causé des inondations dans le quartier de Ciudad Nueva. Un glissement de terrain a détruit une maison à La Zurza. Plusieurs magasins en bord de mer à Boca Chica ont été endommagés par les fortes vagues. Quatre habitations ont été détruites à La Ciénaga, Barahona, où trois autres maisons ont été endommagées.
Porto Rico a connu de fortes pluies et des vents de Beryl sans subir trop de dommages.

### Mexique
Au moins trois municipalités de l'État de Quintana Roo ont été privées d'électricité. Les aéroports de Cancun, de Tulum et de Cozumel, qui servent cette région touristique, n'ont pas été touchés selon la Protection civile mais plus de 300 vols vers ces destinations ont été annulés. Des dégâts mineurs ont été signalés aux toits de Tulum et 5 personnes ont dû être sauvées d'une inondation dans leur maison et deux fuites de gaz ont été enregistrées.

### États-Unis

#### Texas

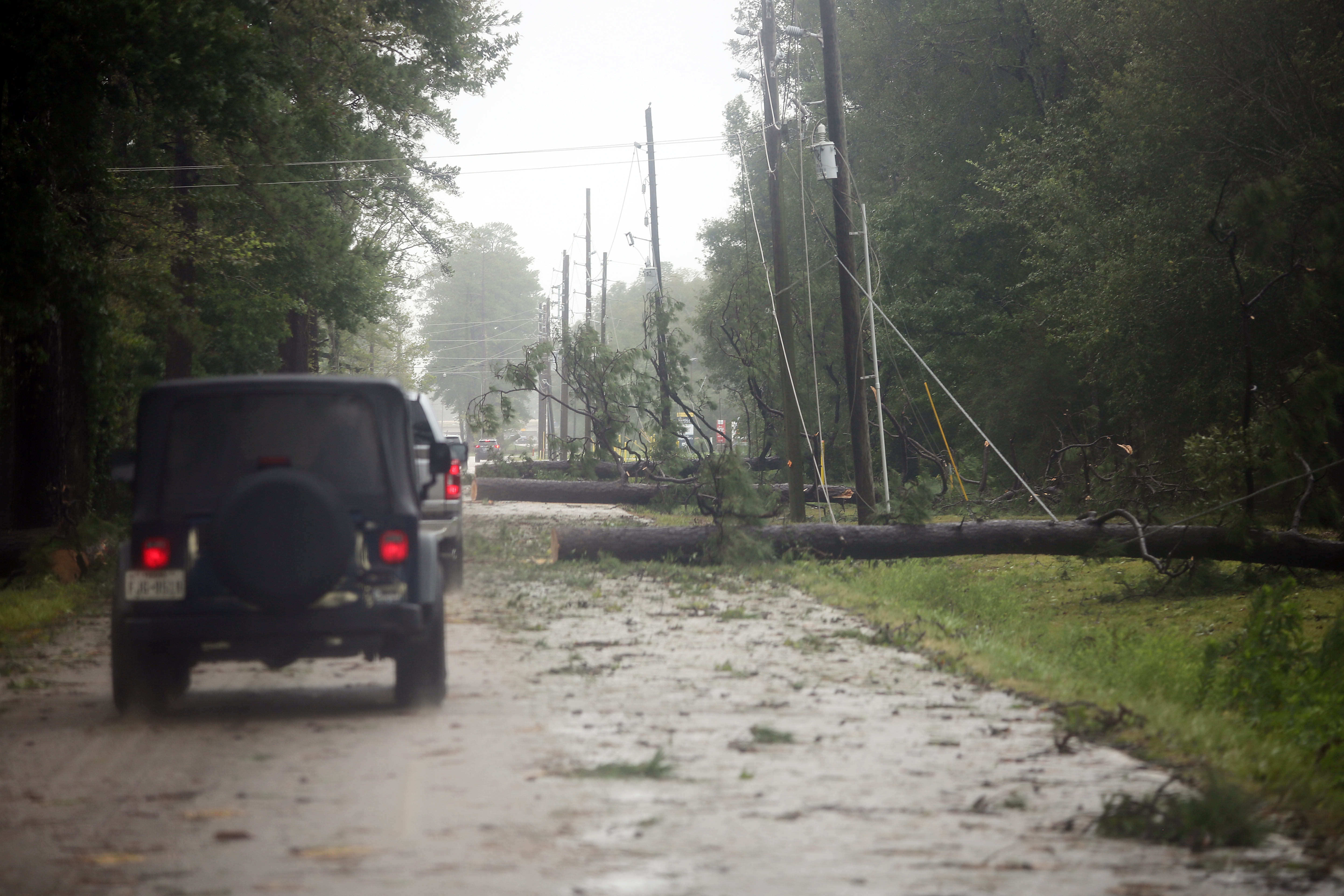
Ligne électrique détruite par la chute d'arbres due au vent.

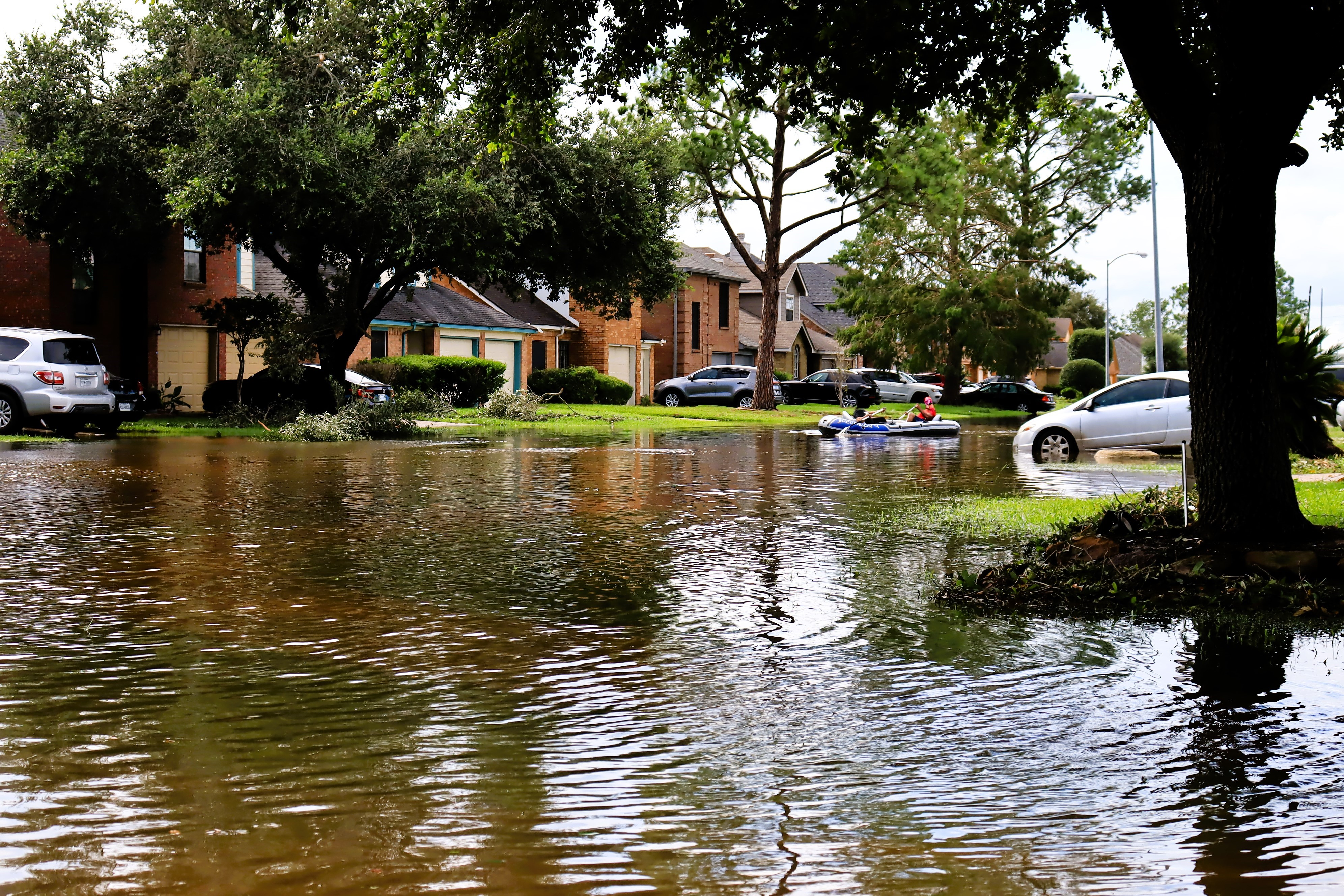
Inondation à Houston.

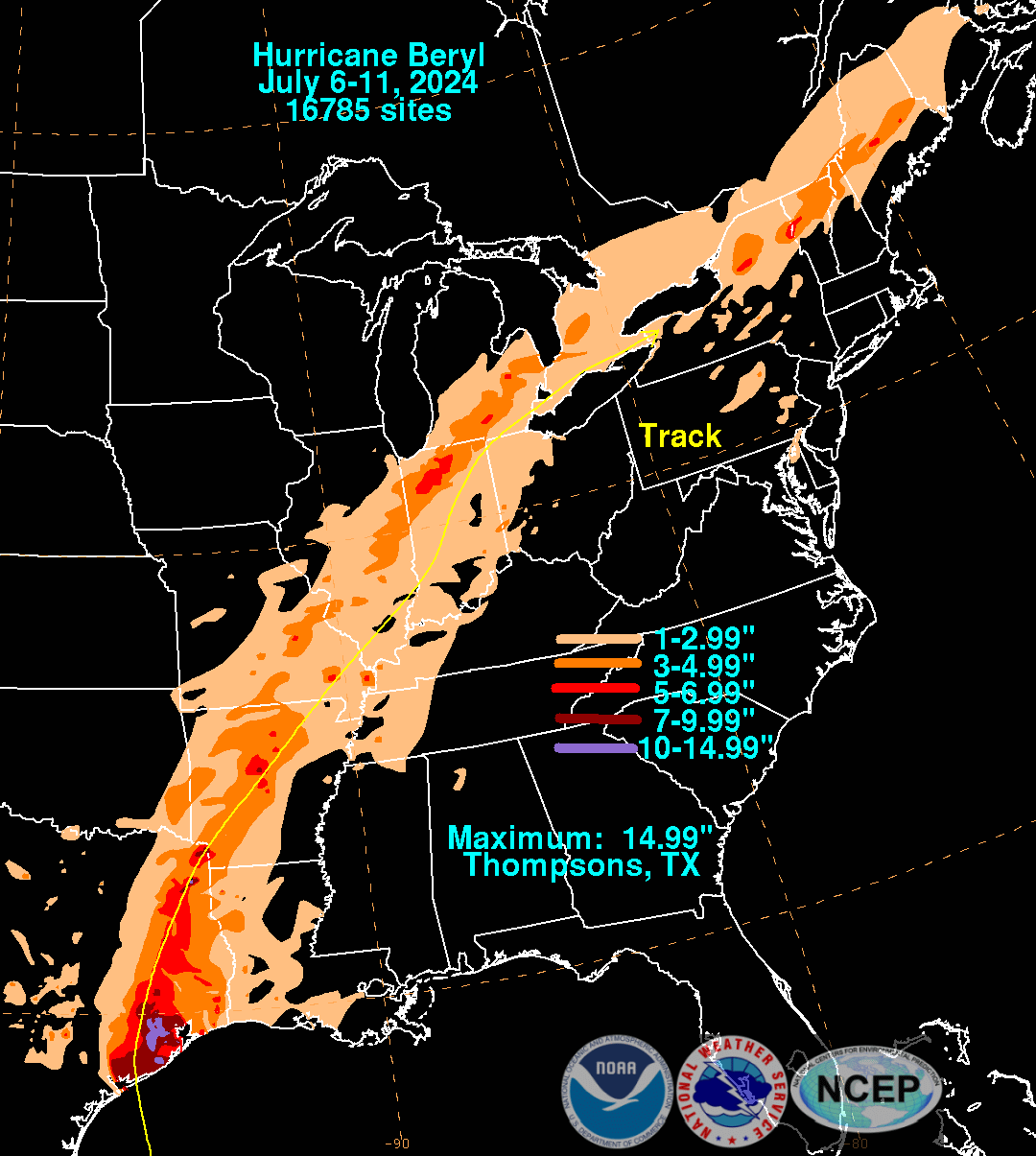
Carte des cumuls de pluie aux États-Unis et dans le sud du Canada avec Beryl (1 pouce=2,54 mm).

Beryl a touché directement le Texas et près 2,7 millions de personnes ont perdu l'électricité,. Les accumulations de pluie de 429 mm ont été mesurées près Hilshire Village tandis que certaines parties de la région métropolitaine de Houston ont reçu 344 mm. L'onde de tempête à Surfside Beach a atteint entre 0,91 à 2,13 m et plusieurs camions à 18 roues ont été renversés à Freeport en raison de rafales jusqu'à 94 milles par heure (151 km/h). Une station du National Ocean Service dans la baie de Galveston a enregistré des rafales de vent allant 131 km/h et une rafale maximale de 156 km/h a été signalée à Brazoria,.
Le Texas a déclaré une catastrophe naturelle pour 121 de ses 254 comtés. L'Agence fédérale de gestion des urgences (FEMA) a fourni une aide fédérale en cas de catastrophe à 67 comtés. Le 10 juillet, 19 abris abritant 641 occupants ont été mis en place par la FEMA, tandis qu'une vingtaine de centres de refroidissement ont été créés pour atténuer les symptômes liés à la chaleur. Le toit du stade NRG de Houston a été endommagé alors que les vents violents ont provoqué une déchirure du toit rétractable. Les intempéries ont forcé l'aéroport intercontinental George-Bush de Houston à dû retarder 117 vols et en annuler 312 autres, tandis que l'aéroport William P. Hobby a retardé 56 vols et en a annulé huit.
Au 25 juillet, les autorités rapportent 36 décès au Texas. Ainsi, un homme de 53 ans a été tué à Humble après qu'un chêne soit tombé sur sa maison, alors que les autres occupants en sont sortis indemnes. Une femme de 74 ans a été tuée lorsqu'un arbre est tombé dans sa chambre dans le quartier de Ponderosa Forest au nord de Houston et une femme d'une cinquantaine d'années a été tuée dans le feu de sa maison dans le sud-est de Houston. Un employé civil du département de police de Houston s'est aussi noyé lorsque sa voiture fut submergée sur Houston Avenue près de l'Interstate 45. Un homme de New Caney, comté de Montgomery, a été tué par un arbre tombé sur son tracteur qu'il opérait pour déplacer des débris de la chaussée. Les autorités rapportent aussi deux personnes mortes d'une intoxication au monoxyde de carbone en utilisant un générateur électrique, 1 personne est morte dans la région de Galveston alors que la panne d'électricité a mis hors-circuit son respirateur artificiel. Finalement, les coupures de courant ont mené à la perte de climatisation qui a provoqué indirectement la mort d'au moins 12 personnes âgées par hyperthermie ou aggravation de leur condition de santé,.
Deux faibles tornades ont été repérées à Beaumont, dont l'une a causé des dommages aux toits. Une autre a traversé la ville de Timpson, rendant les routes impraticables et piégeant une personne. Une quatrième a été signalée dans le comté de Gregg.

#### Louisiane
Dans la paroisse de Cameron, en Louisiane, des portions de routes côtières près de Lake Charles ont été coupées par des débris et les fortes pluies dues à Beryl. Une femme de Benton est décédée de la chute d'un arbre est tombé sur sa maison. Les autorités locales ont confirmé qu'une tornade s'était abattue sur la paroisse de Sabine et qu'il y avait une fuite de gaz naturel sur la State Highway 174, à l'est de Pleasant Hill. Plus de 20000 clients de SWEPCO ont perdu le courant électrique dans le nord-ouest de l'État.
Cinq tornades ont été rapportées selon le Storm Prediction Center, dont celle qui a fait un mort à Benton.

#### Arkansas et vallée du Mississippi
Beryl est passé en Arkansas comme une dépression tropicale. L'accumulation de pluie la plus élevée de l'État de 200 mm a été enregistrée à Ico dans le comté de Grant. La région métropolitaine de Little Rock, dans le comté de Pulaski, a reçu plus de 51 mm de pluie avec un maximum de 186 mm dans la région de Ferndale. Quatre tornades de force EF1 et une tornade EF0 ont été confirmées dans cet État,. Près de 14 000 Arkansans ont été privés d'électricité.
Une alerte aux inondations était en vigueur dans le Missouri pour les rivières Mississippi et Missouri ainsi que pour d'autres parties de l'État, y compris près du lac des Ozarks. Le match entre les Cardinals de Saint-Louis et les Royals de Kansas City a été remis à plus tard en raison des précipitations. Saint-Louis a connu des inondations et de fortes pluies.

#### Autres États
Beryl comme cyclone post-tropical a provoqué des tornades et des inondations depuis les Grands Lacs jusqu’au nord de la Nouvelle-Angleterre. Le 9 juillet, une supercellule à longue trajectoire associée à la dépression post-tropicale a produit six tornades dans l'ouest du Kentucky et le sud-ouest de l'Indiana. Les deux premières tornades ont touché le sol du Kentucky, toutes deux causant des dégâts de force EF1. Après avoir traversé la rivière Ohio dans l'Indiana, l'orage a engendré une tornade d'intensité EF3 qui a gravement endommagé une zone industrielle et a fait dérailler un train sur le côté est de Mount Vernon. La cellule a ensuite produit deux tornades EF1 et une tornade EF2. Un autre orage a également produit une tornade EF0 près de Shoals (Indiana). Plusieurs alertes de tornade et des avertissements d'inondation ont été émises en raison des fortes pluies dans la vallée de l'Ohio ainsi que pour la péninsule inférieure du Michigan où 34 comtés ont été placés sous surveillance. Deux tornades ont été confirmées dans l'ouest de l'État de New York et 25 000 clients ont perdu l'électricité.
Au Vermont, il est tombé jusqu'à 150 mm de pluie par endroits. Ces pluies ont causé des inondations catastrophiques dans certaines parties de l’État. Des routes ont été inondées, emportées ou recouvertes de débris. Des sauvetages ont été nécessaires dans certaines communautés qui ont reçu des ordres d’évacuation, par exemple des maisons auraient été inondées dans la ville de Barre. À Plainfield, les habitants d'un immeuble n'ont eu que 15 minutes pour évacuer avant que le bâtiment ne soit emporté par les eaux qui ont également détruit au moins sept ponts selon le directeur de la gestion des urgences de la ville,. Ces fortes pluies sont survenus, un an jour pour jour après des inondations historiques en 2023 et certains des mêmes zones du centre de l'État ont subi certaines des plus lourdes pertes. Deux personnes se sont noyées dans les inondations lorsque leurs véhicules ont été emportés par le courant en tentant de traverser des routes inondées
Des dégâts similaires ont aussi été rapportés dans le nord du New Hampshire alors qu'à Dalton, plusieurs routes étaient impraticables en raison des inondations et à Littleton, dans les Montagnes Blanches, des dégâts par une microrafale ont été signalés.

### Canada
Sur le sud du Québec, certains quartiers de Montréal ont reçu de 50 à 100 mm de pluie en quelques heures selon le Service météorologique du Canada lors du passage du système du 10 au 11 juillet. Ainsi, l'aéroport international Pierre-Elliott-Trudeau de Montréal a mesuré 76 mm de pluie. À Montréal, la pluie a occasionné de nombreux refoulements d'égout, des inondations sous des viaducs, ainsi que des inondations de sous-sols. Des portions d'autoroutes, dont l'autoroute Décarie, ont également dû être fermées en raison des accumulations d'eau,.
En Ontario, les pluies torrentielles ont affecté le sud de la province, dont la région du Grand Toronto, et certains endroits ont reçu deux semaines de pluie en une seule journée, causant des inondations locales. Les accumulations ont été de l'ordre de 50 à 100 mm. Cela a aussi provoqué l'interruption d'une vague de chaleur persistante.
En Nouvelle-Écosse, des avertissements d'inondations soudaines a été émises pour les comtés de Digby, d'Annapolis, de Kings et de Hants pour l'arrivée de la tempête post-tropicale. Les fortes pluies orageuses, tombant sur un sol déjà saturé par de fortes pluies moins d'une semaine auparavant, ont causé des inondations locales, dont de résidences, et des effondrements de routes. En certains endroits, il est tombé plus de 100 mm de pluie en quelques heures dans la vallée d'Annapolis,. Un jeune qui jouait avec des amis dans un parc de Wolfville a été emporté par une crue soudaine et s'est noyé.

## Statistiques
Beryl est l'ouragan le plus oriental à se former dans l'Atlantique tropical en juin à 49,3° W, battant le record établi par l'ouragan de Trinidad de 1933 à 58,9° W,,. C'est également le premier système enregistré à subir une intensification rapide dans la principale région de développement de l'Atlantique au cours du mois de juin,.
Il est aussi devenu l'ouragan de catégorie 4 le plus précoce jamais enregistré dans le bassin, surpassant le record précédent établi le 8 juillet 2005 par l'ouragan Dennis,, ainsi que l'ouragan de juin le plus fort mesuré par la vitesse du vent, surpassant l'ouragan Audrey de 1957,.
Beryl est ensuite devenu l'ouragan de catégorie 5 le plus précoce jamais enregistré, surpassant le record établi le 16 juillet 2005 par l'ouragan Emily, ainsi que l'ouragan de juillet le plus fort jamais enregistré,,. Il est passé de tempête tropicale à celui d'ouragan de catégorie 5 en seulement 42 heures. Seulement 6 autres tempêtes atlantiques sont connues pour avoir atteint ce taux d'intensification, Beryl étant la seule à l'avoir fait avant septembre,.